# Félix monpezati gróf
Félix monpezati gróf (dánul: Felix, greve af Monpezat) (Koppenhága, 2002. július 22. –), Joakim dán hercegnek és első feleségének, Alexandra frederiksborgi grófnőnek a második fia.

## Élete
A koppenhágai királyi kórházban született. Jelenleg – apjához, nagybátyjához és bátyjához hasonlóan – a Krebs iskolába jár.

### Külső hivatkozások
- Profil, dán királyi ház (angol, francia, dán)